# 武田信広
武田 信広（たけだ のぶひろ）は、室町時代後期の武将。陸奥国の南部氏の一族ともいわれる。

## 生涯
永享3年（1431年）2月1日、若狭国の守護大名・武田信賢の子として若狭小浜青井山城にて誕生した。父・信賢は家督を弟・国信に譲る際に、自身の子である信広を養子にさせたが、間もなく国信に実子・信親が誕生したことで疎遠になった。また、信広は実父・信賢とも対立して孤立無援となったといわれているが、永享3年当時の信賢は12歳であり、国信は誕生前であったため、この伝承の信憑性は低い。また、国信の子とする説もあるが、若狭武田氏との関係は当時の若狭と北出羽地域の交流の深さに基づく後世の仮託と考えられている。この他に若狭武田氏ではなく、一色氏の家臣で若狭小守護代を務めていた武田重信の一族であった可能性を指摘する研究者もいる。こちらの説では、応永13年（1416年）に若狭守護一色満範と対立した守護代小笠原長春が失脚したのと時を同じくして、小守護代の武田氏も姿を消しているのに着目し、没落した元一色氏家臣の武田氏の一族が若狭から蝦夷地に渡った可能性を指摘する。
宝徳3年（1452年）、21歳の時に家子の佐々木三郎兵衛門尉繁綱、郎党の工藤九郎左衛門尉祐長ほか侍3名を連れて夜陰に乗じて若狭を出奔したという。暫くは古河公方・足利成氏の下に身を寄せていたが、この年の内に三戸の南部光政の下へ移った。陸奥宇曽利に移住し、南部家の領分から田名部・蠣崎の知行を許され、蠣崎武田氏を名乗るようになった。
享徳3年（1454年）、相原政胤（周防守）、河野政通（加賀右衛門尉または加賀守）らとともに安東政季を奉じて南部大畑より蝦夷地に渡り、上国花沢館の蠣崎季繁に身を寄せた。その後、季繁に気に入られてその婿養子となり、蠣崎姓に改めている。康正2年（1456年）に嫡男・光広が生まれている。
同年、政季が蝦夷を去る際、信広を上ノ国に配置し、花沢館の蠣崎季繁とともに、この地を守らせた。
康正3年/長禄元年（1457年）5月、アイヌによる和人武士の館への一斉襲撃があり、和人武士団とアイヌの間で戦闘が始まった（コシャマインの戦い）。開戦当初は、当時蝦夷地にあった道南十二館のうち10館が陥落するなど、奇襲攻撃を受けた武士達が追い詰められていた。季繁の客将だった信広は、敗残兵をまとめ、七重浜で戦い、自身の弓でもってコシャマイン父子を射殺した。乱が鎮定されたのは、長禄2年6月だった。この功績により信広の蝦夷地における地位は決定的となった。寛正3年（1462年）には勝山館を築城している。
文明7年（1475年）、樺太アイヌの首長から貢物を献上され、樺太を支配下に置いたとされるが、勢力から考えても実効支配していたとはいえず、半ば放置されていたと考えられる。
明応3年（1494年）5月、死去。享年64。

## 死後
明治14年9月6日、贈正四位。同年、信広を祭神に松前町 (北海道)に松前神社が建立された。

## 系譜
- 父：武田信賢?
- 母：不詳
- 養父：蠣崎季繁（?-1462）
- 室：蠣崎季繁の養女 - 安東政季の娘
  - 男子：蠣崎光広（1456-1518）
- 生母不明の子女
  - 女子：下国恒季室
  - 女子